# هوکبالهاپ
هوکبالهاپ (انگلیسی: Hukbalahap) یک جنبش چریکی سوسیالیستی / کمونیستی بود که توسط کشاورزان سنترال لوزون تشکیل شده بود. در اصل برای مبارزه با نیروی زمینی امپراتوری ژاپن تشکیل شده بود.
فیلیپین از اواخر قرن نوزدهم و اوایل قرن بیستم تحت حمایت مستقیم سیاسی و نظامی ایالات متحده قرار داشت، اگرچه وضعیت یک مستعمره به‌طور رسمی به آن اختصاص داده نشد اما یک کشور «خودمختار»، در واقع یک‌نیمه مستعمره بد. در طول جنگ جهانی دوم، فیلیپین نیز توسط ژاپن اشغال شد که به نوبه خود جنبش مقاومت را به وجود آورد. ارتش چریکی هوکبالهاپ که توسط میهن‌پرستان ایجاد شده و متأثر از کمونیست‌ها بود، نبردهای طولانی و تلخی را با اشغالگران ژاپنی انجام داد. هنگامی که نیروهای آمریکایی در اکتبر ۱۹۴۴ به فیلیپین رسیدند، قسمت قابل توجهی از کشور / جزیره لوزون / توسط فیلیپینی‌ها آزاد شده بود. ژنرال داگلاس مک‌آرتور، که فرماندهی آمریکایی‌ها را بر عهده داشت، «خلع سلاح کشور» را با خلع سلاح پارتیزان‌ها، دستگیری مبارزان استقلال و بازگرداندن نظم قدیمی آغاز کرد. فعالیت‌های وی موجب خشم عمومی مردم و افزایش احساسات ضد آمریکایی شد.
پس از بازگشت ایالات متحده به جزایر، مسئله اعطای استقلال به فیلیپین کاملاً داغ شد. گسترده‌ترین اقشار مردم موافق این امر بودند. تشکل‌های صنفی و دهقانی و همچنین احزاب و انجمن‌های سیاسی در کشور شروع به ظهور کردند. اگر نیروهای چپ در اطراف اتحاد دموکراتیک (شامل حزب کمونیست فیلیپین، هوکبالهاپ، اتحادیه ملی دهقانان و غیره) گروه‌بندی می‌شدند، که شعارهای اصلی دستیابی به استقلال کامل، انجام اصلاحات کشاورزی و صنعتی را ارائه می‌دادند، جناح راست، تحت حمایت ایالات متحده، تحت لوای حزب ناسیونالیست‌ها و شخصاً یکی از رهبران آن مانوئل روخاس (از مه ۱۹۴۶ تا آوریل ۱۹۴۸ رئیس‌جمهور این کشور بود)، که در سال‌های قبل از جنگ نقش مهمی در دولت «خودمختاری» ایفا کرد، تجمع کردند. مانوئل روکساس در اوایل سال ۱۹۴۶ برای ریاست جمهوری معرفی شد. اتحاد دموکراتیک از سرجیو اوسمنیا، یکی از رهبران ملی‌گراها، که یک مسیر سیاسی انعطاف پذیرتر از همتای راستگرای خود را دنبال کرد، حمایت کرد. پس از موافقت اوسمنیا برای کاندیداتوری به عنوان رئیس‌جمهور، گروه روکساس از حزب ملی گرایان جدا شد و یک حزب مستقل جدید - لیبرال، که حمایت بخشی از دیوان سالاری، بازرگانان بزرگ و مالکان زمین را دریافت کرد، تشکیل داد.
روخاس با اندکی برتری در انتخابات ریاست جمهوری پیروز شد و حزب وی در انتخابات پارلمانی پیروز شد. پس از آن، سرانجام دولت ایالات متحده دربارهٔ سرنوشت بعدی فیلیپین به عنوان یک کشور مستقل تصمیم گرفت.
در ۴ ژوئیه ۱۹۴۶، فیلیپین رسماً استقلال سیاسی پیدا کرد، اما در عمل تأثیر شدید ایالات متحده در سیاست داخلی و خارجی ادامه داشت. پایگاه‌های نظامی آمریکایی طبق توافق‌نامه‌ها - برای یک دوره ۹۹ ساله در خاک کشور فیلیپین مستقر شدند.